# Воскресный досуг
«Воскре́сный досу́г» — газета, еженедельно выходившая в Санкт-Петербурге с 1863 по 1872 год.

## История
Полное название газеты — «Воскресный досуг. Народная иллюстрация». Издавал газету А. О. Бауман; редактором был П. М. Цейдлер, с 1865 года — П. Н. Петров, с 1870 года — В. Р. Зотов.
«Воскресный досуг» относилась к дешёвым газетам, рассчитанным на читателей из народной среды. Обилие иллюстраций и занимательность чтения, низкая подписная цена обеспечили газете некоторый успех.
В газете помещались обзоры правительственных распоряжений, русские и зарубежные политические новости, биографии исторических лиц (главным образом писателей и художников), популярные и занимательные сведения о явлениях природы, описания нравов и обычаев народов, описания архитектурных памятников, беллетристика, сказки и рассказы из народного быта.
С 1873 года выпускалась под названием «Иллюстрированная неделя».